# シュピーゲルベルク
シュピーゲルベルク (ドイツ語: Spiegelberg, ドイツ語発音: [ˈʃpiːg̩lbɛrk]) はドイツ連邦共和国バーデン＝ヴュルテンベルク州レムス＝ムル郡に属す町村（以下、本項では便宜上「町」と記述する）である。

## 地理

### 位置

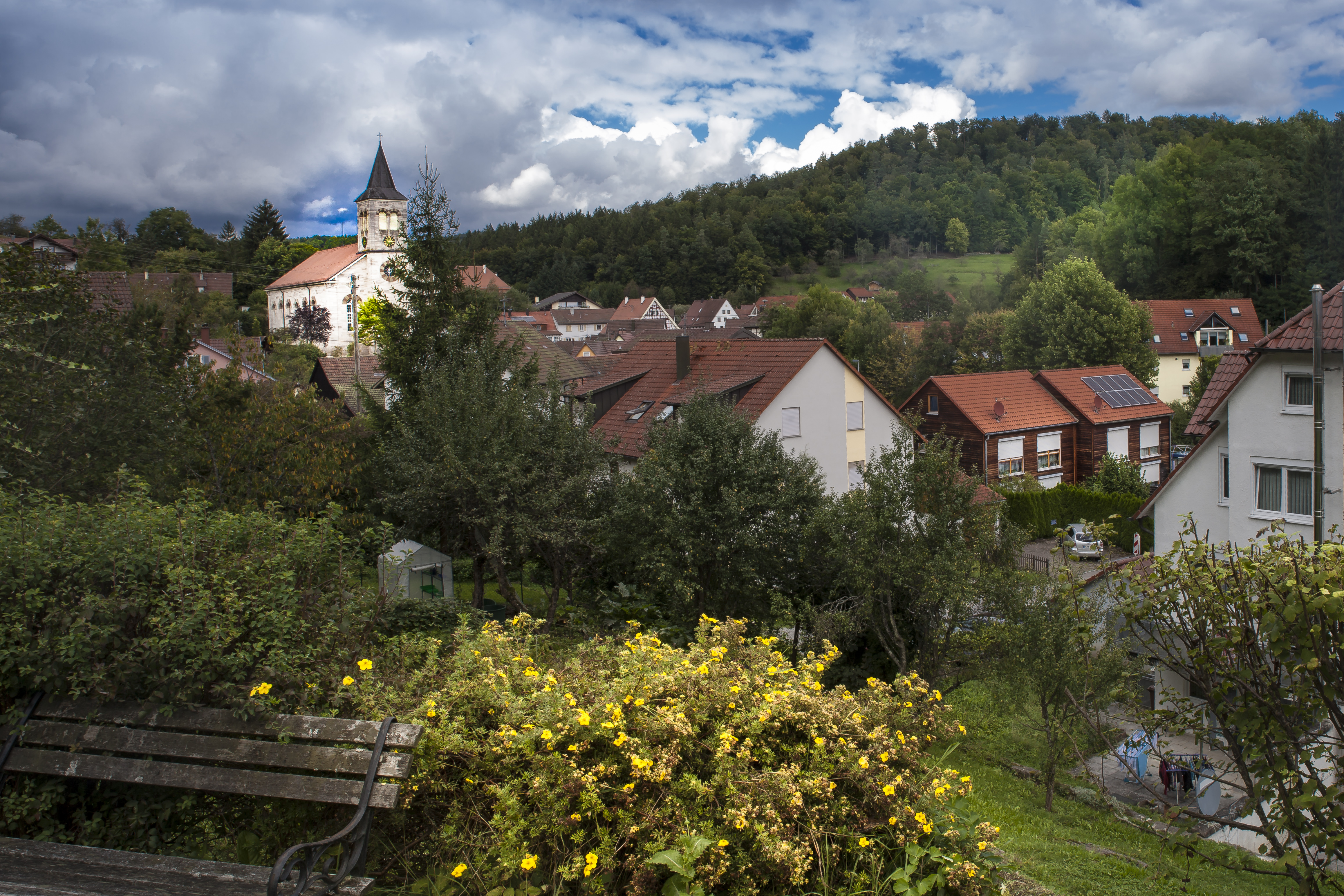
シュピーゲルベルク集落。画面向かって左上に教会が見える。

シュピーゲルベルクは、自然地理区分上シュヴェービッシュ＝フレンキシャー・ヴァルトベルゲのシュピーゲルベルガー・ラウター川に面している。町名はこの川にちなんで名付けられた。また、シュヴェービッシュ＝フレンキシャー・ヴァルト自然公園の加盟自治体である。シュピーゲルベルクに隣接する市町村は南から時計回りに、オッペンヴァイラー、アスパハ、オーバーステンフェルト（ルートヴィヒスブルク郡）、バイルシュタイン、ヴュステンロート（ともにハイルブロン郡）、グロースエアラハ、ズルツバッハ・アン・デア・ムルである。

### 自治体の構成
シュピーゲルベルク町には、12の村落、小集落、農場、家屋群およびいくつかの廃村が含まれる。

### 土地利用
| 土地用途別面積 | 面積 (km2) | 占有率 |
| -------------- | ---------- | ------ |
| 住宅地         | 0.49       | 1.7 %  |
| 産業用地       | 0.08       | 0.3 %  |
| レジャー用地   | 0.09       | 0.3 %  |
| 交通用地       | 1.34       | 4.7 %  |
| 農業用地       | 6.80       | 24.1 % |
| 森林           | 19.06      | 67.6 % |
| 水域           | 0.09       | 0.3 %  |
| その他の用地   | 0.27       | 1.0 %  |
| 合計           | 28.22      |        |

出典: Statistisches Landesamt Baden-Württemberg

## 歴史

### 19世紀まで
この町は、現在シュピーゲルベルクに属すユックス地区に、1700年に設立されたガラス工場に遡る。経済的な困難と賃借人の交替により、1705年に近くのラウタータールに、鏡を製造するための研磨用水車が設けられた。ここはその製品にちなんで「シュピーゲルベルク」と名付けられた。この鏡工場は1794年に閉鎖された。鏡工場の建物は1975年に売却され、アカネ染料工場が設立された。10年間、半径7マイル以内の独占やその他の特権が保証されていたにもかかわらず、この優遇措置が存続したのはわずか数年だけであった。アカネ染料工場が設立された結果、木綿紡績工場、一時的ではあるが酢とビールの醸造所、木綿染色および漂白工場が設立された。
1797年まで独自のシュタープスアムトが設けられるまで、シュピーゲルベルクはオーバーアムト・マールバッハに属した。シュタープスアムト・シュピーゲルベルクには、シュピーゲルベルクの他にユックスとロスシュタイクが属した。このシュタープスアムトは1807年まで存続し、ヴュルテンベルク王国のオーバーアムト・バックナングに編入された。

### 町村合併
1827年に、それまで独立した町村であったグロースヘーヒベルクがシュピーゲルベルクに合併した。1971年9月1日にユックスとナッサハがシュピーゲルベルクに合併した。ダウエルンベルクは、1977年1月1日にオッペンヴァイラーからシュピーゲルベルクに編入した。

## 行政

### 議会
シュピーゲルベルクの町議会は、2014年の町議会選挙以後10人の名誉職の議員と、議長を務める町長で構成されている。町長は町議会における選挙権を有している。

## 経済と社会資本

### 教育
シュピーゲルベルクには、基礎課程学校 1校、幼稚園 1園、森のようちえん 1園がある。

## 文化と見所

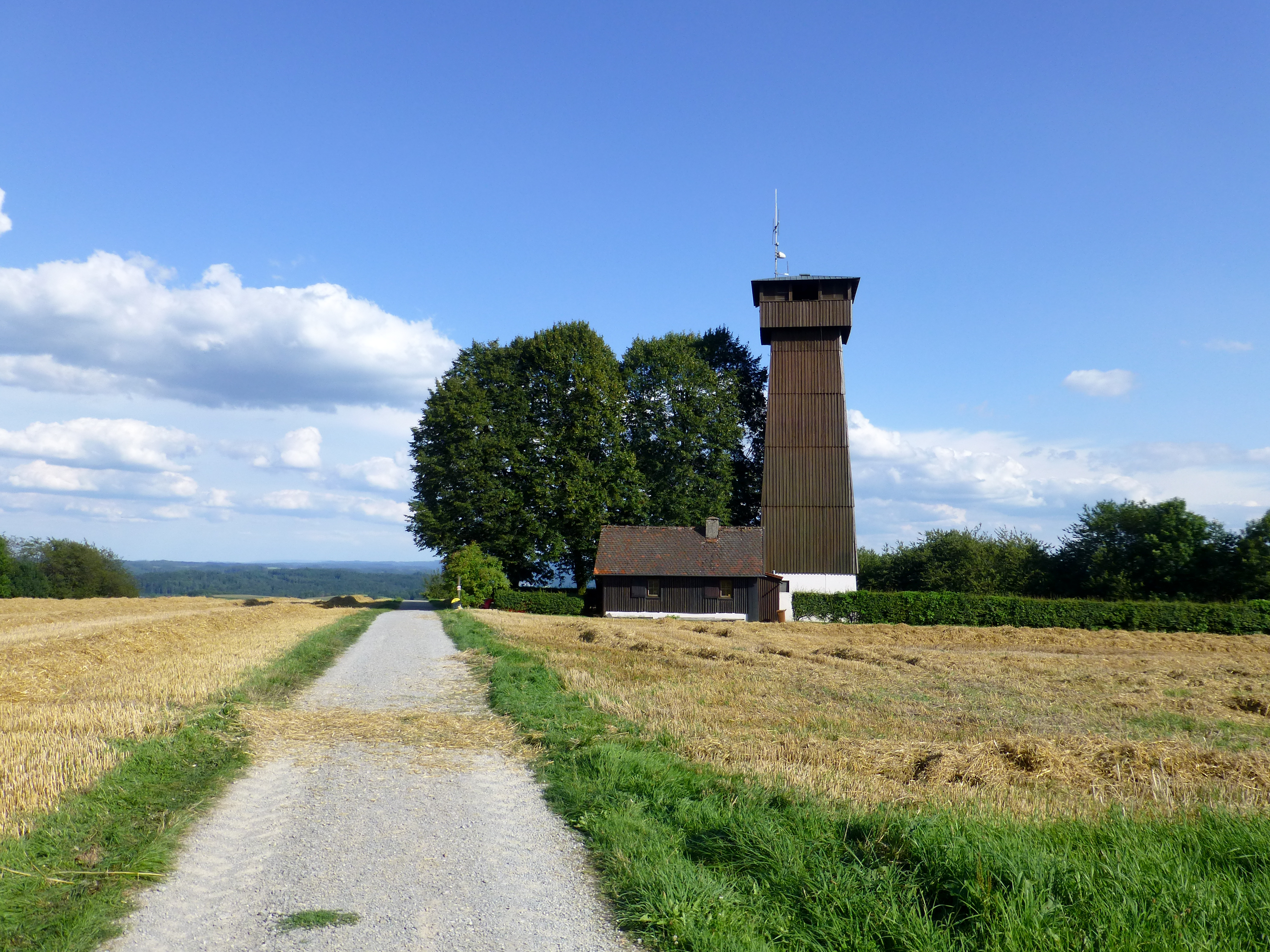
ユックスコプフ塔

### 見所
シュピーゲルベルクは、牧歌街道に面している。
レーヴェンシュタイナー山地で2番目に高い、高さ 533 m のユックルコプフに建つシュヴァーベン・アルプ協会のユックスコプフ塔からは、シュヴァーベン＝フランケンの森が一望できる。
ヴィンターラウタータールからユックスへの道沿いに、かつて砥石を採掘していた坑道跡ヴェッツシュタイン坑がある。
シュピーゲルベルクの役所内に、2005年からシュピーゲルベルク・ガラス博物館が設けられた。ここでは、シュヴァーベン＝フランケンの森におけるガラス工場の歴史が、目に見える形で紹介されている。

## 訳注
1. ↑  「鏡」はドイツ語で Spiegel